# 서클릿 프린세스
서클릿 프린세스(일본어: サークレット・プリンセス, Circlet Princess)는 DMM 게임스가 개발한 일본의 롤플레잉 브라우저 게임이다. 일본의 애니메이션 텔레비전 시리즈 각색판은 SILVER LINK.가 맡았으며 2019년 1월 8일부터 3월 26일까지 방영되었다.